# 한국ABC협회
한국ABC협회는 신문잡지와 멀티미디어 등 광고매체의 수용자 크기와 분포 상황 등을 소정의 절차에 따라 공사하여 회원사들에게 보고서를 배포함으로써 광고거래의 합리화에 기여, 회원사의 공동관심사에 대해 조사 연구를 목적으로 1989년 5월 31일 설립된 대한민국 문화체육관광부 소관의 사단법인이다. 사무실은 서울특별시 송파구 신천동 7-11 한국방송광고 문화회관 9층에 있다.

## 주요 사업
- 신문, 잡지 등 부수 및 분포상황을 보고 받아 공사 확인
- 멀티미디어 등 광고매체 수용자크기에 대해 공사, 확인
- 광고매체의 특색과 수용자 층에 대해 조사 연구
- 회원사의 공동관심사에 대해 조사 연구